# Natasha Howard
Pour les articles homonymes, voir Howard.
Natasha Howard est une joueuse de basket-ball américaine, née le 2 septembre 1991 à Toledo (Ohio).

## Biographie

### Carrière universitaire
Aux Seminoles de Florida State, elle établit un record de l'université avec 41 double-doubles réussis et 1 047 rebonds, étant deuxième à la marque (1 811 points) et troisième pour les contres (186). Pour ses débuts, elle est élue meilleure freshman de l'Atlantic Coast Conference (ACC) et avec 10,6 points et 6,6 rebonds, elle est déjà quatrième marqueuse et seconde rebondeuse des Seminoles. Elle est également seconde à la réussite à trois points (36,8 %), aux interceptions et aux contres. En sophomore, elle est meilleure rebondeuse de toute l'ACC avec 9,4 rebonds de moyenne et est élue dans le troisième meilleur cinq. En junior, elle intègre le meilleur cinq de l'ACC. En 2013-14, pour son année senior, elle a des moyennes de 20,5 points, 9,3 rebonds, 2,3 contres et 2,1 interceptions, réussissant cinq rencontres à 30 points et plus, ce qu'aucune Seminole n'avait encore réussi, inscrivant également un somptueux double-double de 28 points et 22 rebonds face aux Blue Devils de Duke le 2 janvier 2014.

### Carrière professionnelle
Elle est draftée en 5e position par le Fever de l'Indiana et fait des débuts réussis pour sa première saison avec 11,8 points marqués en moyenne après 9 rencontres.
Pour sa seconde saison dans la ligue, elle dispute 30 rencontres de saison régulière pour 4,2 points et 2,6 rebonds de moyenne. Joueuse de complément, elle dispute les Finales WNBA 2015 inscrivant notamment 7 points en relais de Tamika Catchings lors de la quatrième manche pour des statistiques en finales de 3,8 points et 0,6 rebond sur les cinq manches.
En février 2016, elle est échangée avec la joueuse du Lynx du Minnesota Devereaux Peters. Elle s'adapte bien avec notamment 16 points inscrits à 7 tirs réussis sur 7 lors de la douzième victoire consécutive du Lynx, obtenue face au Storm ou encore 21 points à 9 tirs réussis sur 14 et 4 rebonds le 2 juillet pour une victoire sur les Stars de San Antonio. Lors de la troisième manche des demi-finales des play-offs, elle inscrit 17 points avec 8 tirs réussis sur 11 pour contribuer à l’élimination du Mercury de Phoenix.
Le Lynx remporte les Finales WNBA 2017 par trois victoires à deux contre les Sparks de Los Angeles, ce qui permet au club du Minnesota d'égaler le record des quatre titres des Comets de Houston.
En février 2018, elle est envoyée au Storm de Seattle en échange du 17e choix de la draft WNBA 2018 et d'une option du Lynx de pouvoir inverser les choix des deux franchises au premier tour de la draft WNBA 2019.
Pour 2017-2018, elle joue en Chine avec Zhejiang.
Lors de la saison WNBA 2018, elle bat son record en carrière avec 25 points inscrit le 16 juin face au Sun du Connecticut lors d'une victoire obtenue sur le score de 103 à 92. Elle est distinguée avec 29 voix sur 39 comme meilleure progression des joueuses WNBA. Ses statistiques sont de 13,2 points, 6,4 rebonds, 1,97 contre (3e de la WNBA) et 1,29 interception in 25,6 minutes avec 33 titularisations en 34 rencontres contre 4,3 points, 2,4 rebonds, 0,62 contre et 0,53 interception en 11,7 minutes la saison précédente avec le Lynx du Minnesota.

### Sélection nationale
Elle est retenue dans la Select Team, l'équipe qui sert de partenaire à la sélection olympique de 2016. Lors d'une rencontre amicale les opposant (84-88), elle s'illustre avec 24 points et 4 rebonds.

## Étranger
Elle fait ses débuts outre-mer en Israël en octobre 2014 avec Elitzur Ramla. En 2015-2016, elle s'engage pour une première expérience en ligue sud-coréenne avec KB Stars.

## Clubs

### NCAA
- 2010-2014 : Seminoles de Florida State

### WNBA
- 2014-2015 : Fever de l'Indiana
- 2016-2017 : Lynx du Minnesota
- 2018-2020 : Storm de Seattle
- 2021- : Liberty de New York

### Étranger
- 2014-2015 :  Elitzur Ramla
- 2015-2016 :  KB Stars
- 2016- :  Samsung Blue Minx

## Palmarès
- Championne de la WNBA 2017[8], 2018 et 2020[16]

## Distinctions individuelles
- All-ACC First Team (2014[17])
- All-ACC Defensive Team (2014[17])
- All-ACC Tournament Team (2014[17])
- Third Team All-ACC (2012[17])
- ACC All-Freshman Team (2011[17])
- Meilleure progression des joueuses WNBA 2018[12]
- Meilleur cinq défensif de la WNBA 2018[18].
- Sélection au WNBA All-Star Game 2019[19].